# Haplothecium dioscoreae
Haplothecium dioscoreae är en svampart som beskrevs av F. Stevens 1927. Haplothecium dioscoreae ingår i släktet Haplothecium och familjen Glomerellaceae.   Inga underarter finns listade i Catalogue of Life.